# HC Sentmenat
El Hockey Club Sentmenat es un club de hockey sobre patines de la localidad de Senmanat, en la provincia de Barcelona que actualmente disputa sus encuentros en Primera Catalana.

## Historia
El club fue fundado en el año 1960 bajo el nombre de Agrupación Cultural i Deportiva Sentmenat, comenzando la práctica del hockey sobre patines con un equipo infantil dirigido por Josep Maria Torruella, el cual fue ascendiendo de categoría.
En la temporada 1969/70 debutó en la recién creada Liga española de División de Honor, con un equipo formado por los siguientes jugadores: Ramoneda, Pico Ferrer, Onieva, Torruella, Solernou, Prualla, Segura i Moliné.
El equipo se mantuvo en la máxima categoría hasta la temporada 1983/84, obteniendo en este periodo de tiempo los subcampeonatos de liga (1973), Recopa (1980) y Copa de Europa (1983).
A partir del descenso se convirtió en un equipo ascensor, aunque volvió a jugar en la máxima categoría durante cinco temporadas más (1985/86, 1988/89, 1989/90, 1991/92 y 1992/93). Cabe destacar el título de Primera División Nacional en la temporada 1990/91.
El equipo estuvo al borde de la desaparición, pero superó sus problemas económicos centrándose en el hockey formativo y de base.

## Palmarés
- 1 Liga de Primera División Nacional (1990-91)